# Ciśnienie całkowite

Schemat pomiaru ciśnienia całkowitego i statycznego rurką Prandtla w płynie poruszającym się z prędkością

Ciśnienie całkowite – ciśnienie poruszającego się płynu, uzyskane przez zamianę energii kinetycznej płynu na energię ciśnienia. Ciśnienie całkowite jest sumą ciśnienia statycznego oraz ciśnienia dynamicznego.
{\displaystyle p_{c}=p_{st}+p_{dyn}.}
Dla płynu nieściśliwego i nielepkiego z równania Bernoulliego wynika:
{\displaystyle p_{c}=p_{st}+{\frac {\rho v^{2}}{2}}.}
Ciśnienie całkowite mierzy się manometrem z czujnikiem skierowanym pod prąd strumienia płynu.